# 小林村紀念公園
23°09′19.30″N 120°38′23.86″E / 23.1553611°N 120.6399611°E

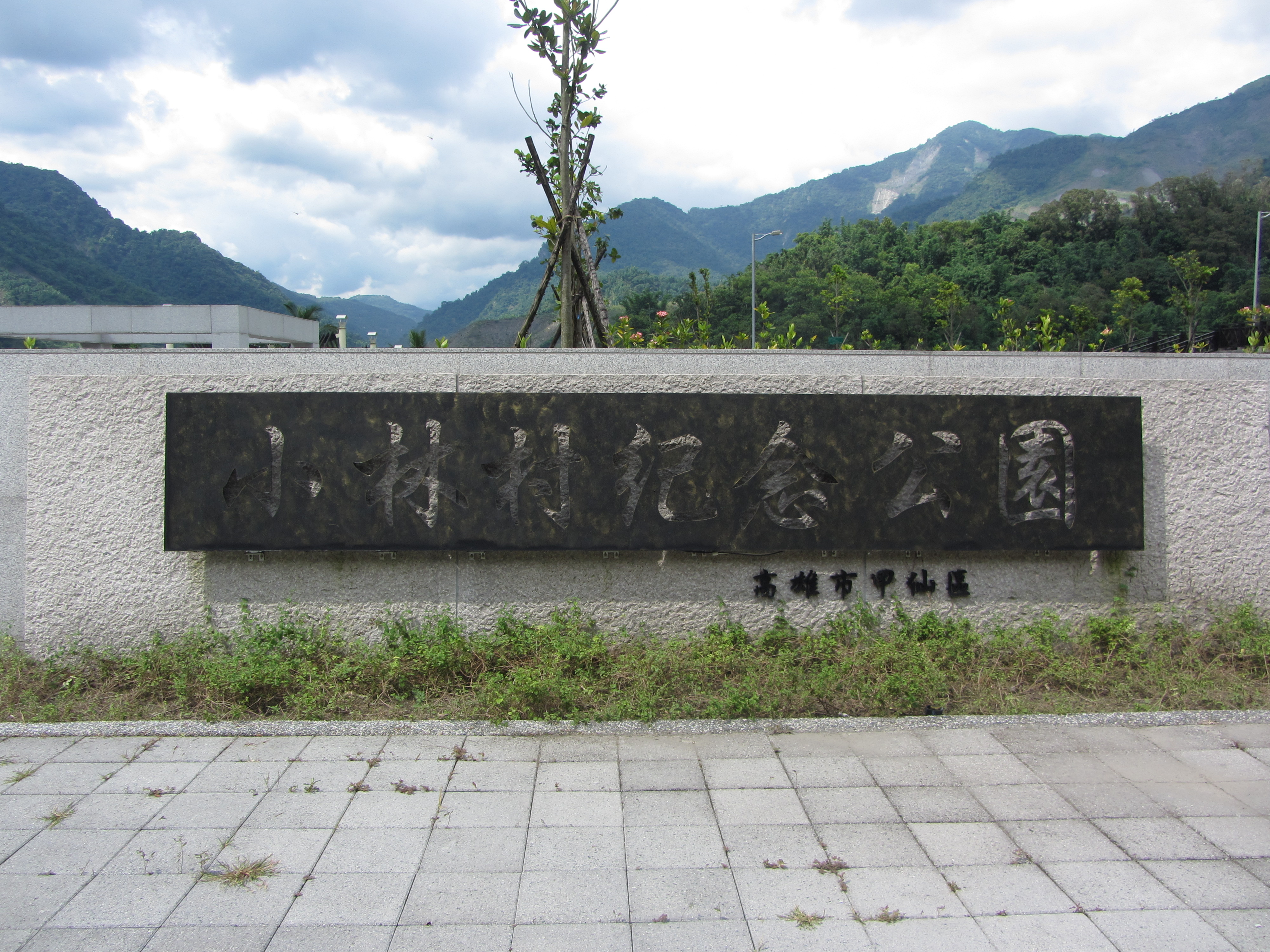
小林村紀念公園入口

小林村紀念公園，位於臺灣高雄市甲仙區小林里五里埔，鄰近小林村遺址，是為了紀念2009年8月9日凌晨莫拉克風災中遭土石掩埋的462位小林村村民。

## 歷史
2009年8月8日至9日八八水災時，高雄縣甲仙鄉小林村9至18鄰的小林聚落慘遭獻肚山土石崩落掩埋而全毀，造成491位居民遭土石掩埋。
災後小林村人不想讓親人再受干擾，決議原址維持現狀。為了悼念逝者，高雄市政府新工處在甲仙區五里埔，也就是小林村原址南側高地興建紀念公園，於2011年3月7日動工，並於2012年1月15日完工啟用，提供里民與到訪者憑弔、紀念。

## 設施

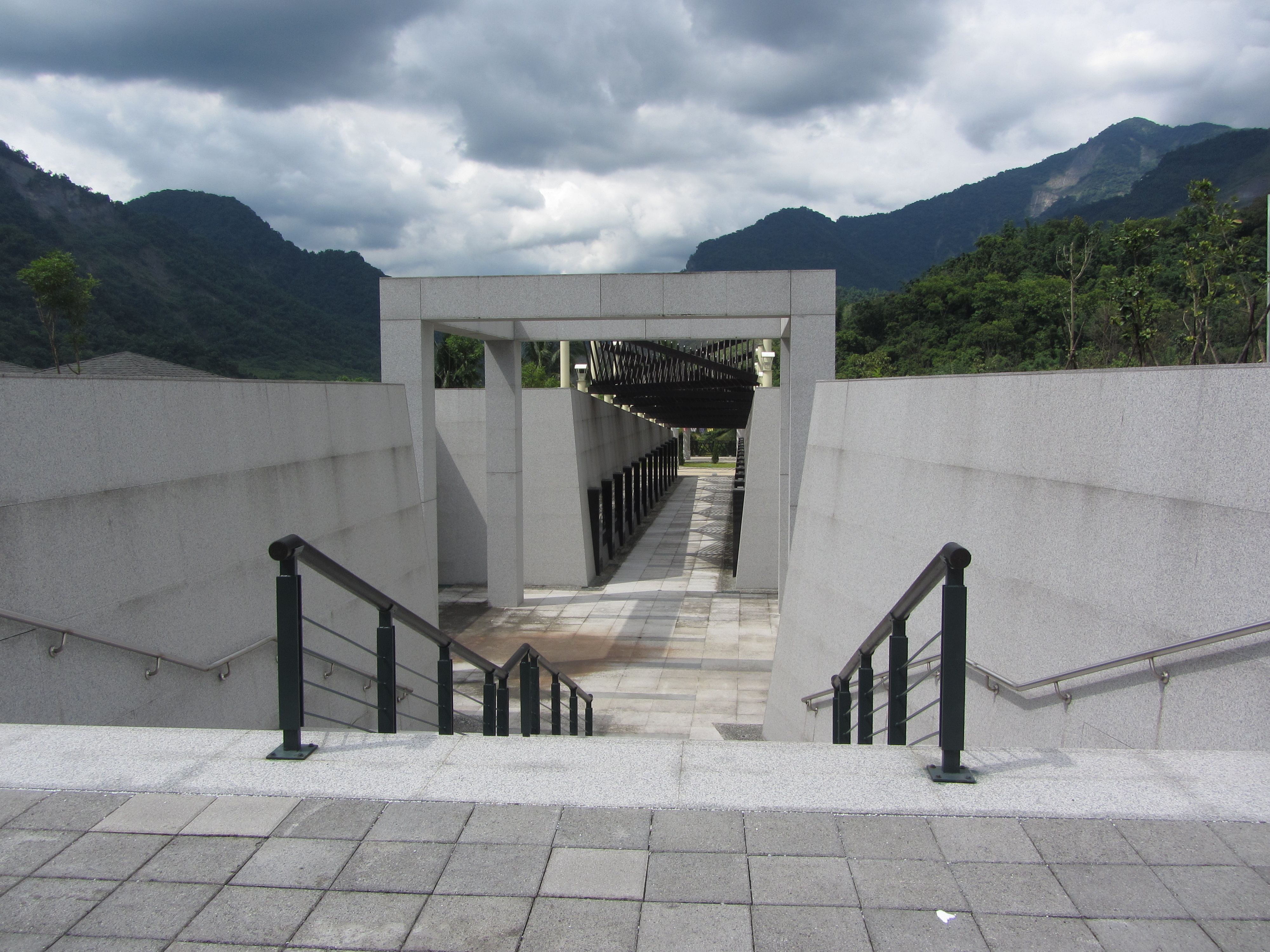
苦路

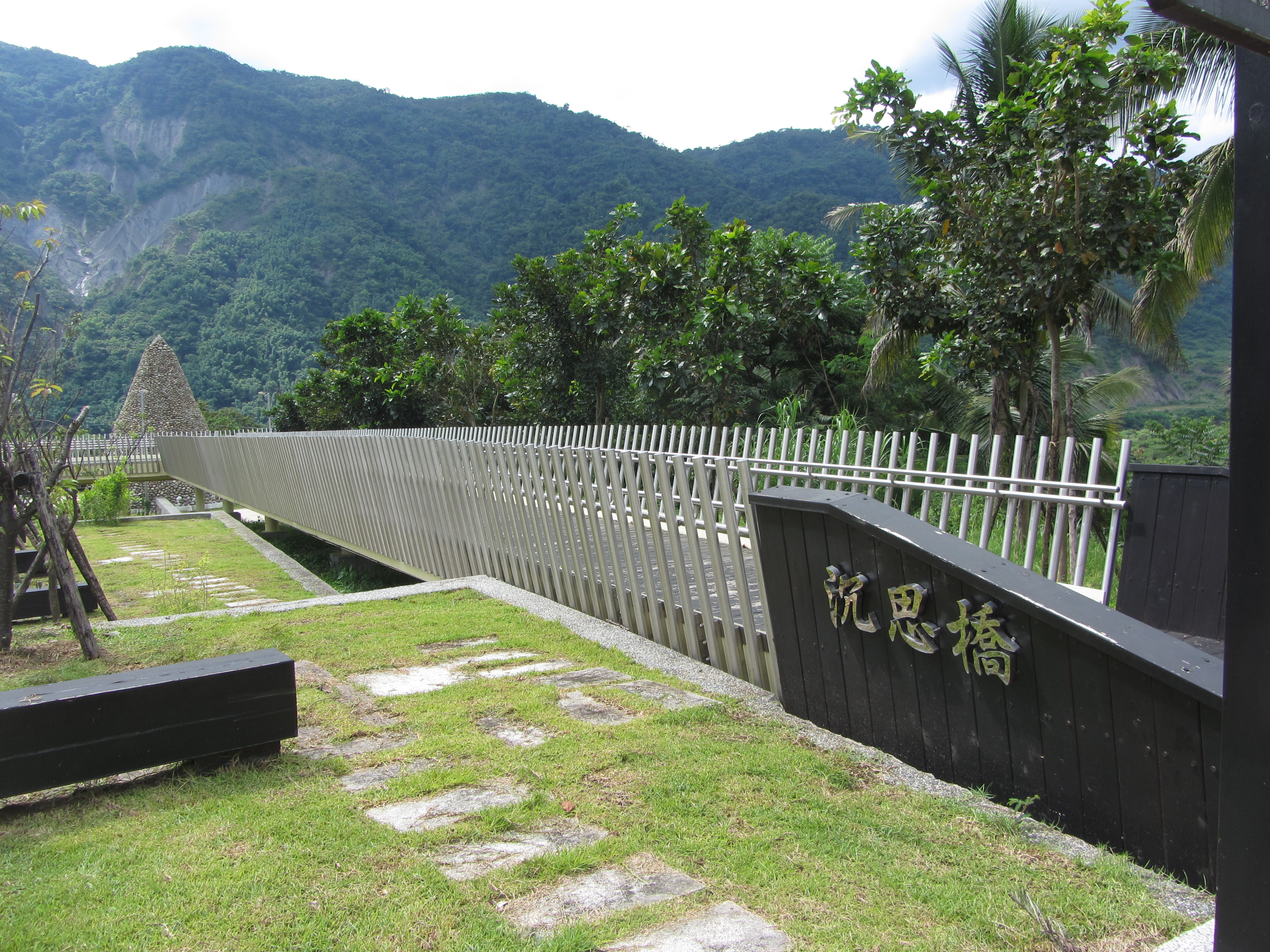
沉思橋與紀念碑

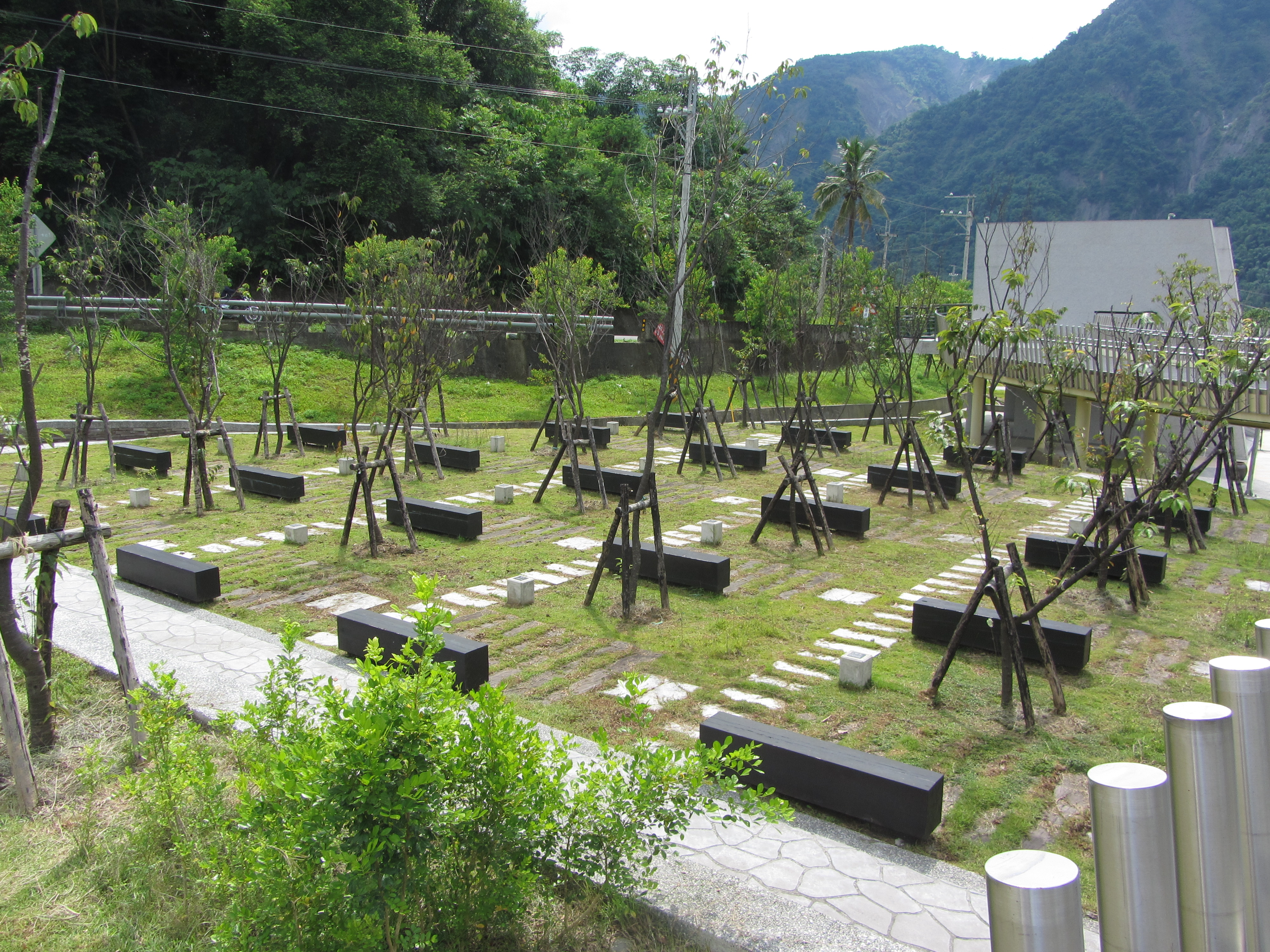
園內的山櫻花，每個樹穴代表一個罹難者家庭

小林村紀念公園佔地約1.7公頃，近八成規劃為綠地，建構如昔日小林村接近自然林帶的意象。園區結合文化、歷史與生態景觀，呈現小林村原本的綠帶樣貌。此外，公園內並種下181棵台灣原生種山櫻花樹苗，每個樹穴代表一個罹難者家庭，藉由櫻花染紅紀念公園的景象，為到訪者與村民帶來活力與希望。
- 追思廣場
- 小林公祠
- 苦路：兩側刻有462位逝者的姓名，代表他們永留於此。
- 眺望樓台：在追思橋平台可遠眺500公尺外的小林村遺址。
- 沉思橋
- 紀念碑：位於追思廣場的紀念碑，高達9公尺，由莫拉克風災中順流而下的獻肚山石塊堆砌而成，象徵給予村民新生及重建的力量。

## 獲獎
2012年11月26日在阿拉伯聯合大公國艾茵市舉行第16屆國際宜居城市大會頒獎典禮，其中小林村紀念公園傳達深刻的環境教育意義，在「國際規劃城市獎」獲得第3名金賞獎。
不過小林村民認為，小林村紀念公園是倖存者的安慰，得獎與否並不重要，此座公園並不是一個作品，而是一個悲傷的記憶，希望民眾來到公園能夠感受到大自然的力量，學會尊重自然環境。

## 交通
- 台29線

## 外部連結
- 高雄市政府工務建設導覽 小林村紀念公園 （页面存档备份，存于）